# Howwood
Howwood (Coille an Dail in lingua gaelica scozzese) è una località della Scozia, situata nell'area di consiglio di Renfrewshire.